# جوناثان باريديس
جوناثان باريديس (بالإسبانية: Jonathan Paredes) هو دراج كولومبي، ولد في 4 أبريل 1989 في دوتامة ‏ في كولومبيا.

## وصلات خارجية
- جوناثان باريديس على موقع الاتحاد الدولي للدراجات (الإنجليزية)
- جوناثان باريديس على موقع أرشيف الدراجات (الإنجليزية)
- جوناثان باريديس على موقع إحصائيات الدراجات الإحترافية (الإنجليزية)
- جوناثان باريديس على موقع نسبة الدراجات (الإنجليزية)